# بنترست
بنترست (بالإنجليزية: Pinterest)‏ هي شبكة اجتماعية أمريكية لنشر الصور و الفيديوهات، أُطلقت عام 2010. مبدأ عمل بنترست مختلف قليلاً عن وسائل التواصل الاجتماعي الأخرى. فكل مشترك في بنترست بإمكانه عمل لوحة حائط "Board" أو عدة لوحات حائط افتراضية. ثم يقوم المشترك بعد ذلك بتدبيس "Pin" أو تعليق صوراً أو مقاطع فيديو يجدها مثيرة لاهتمامه ويرغب بالاحتفاظ بها في أحد لوحات الحائط الخاصة به. وتكون الصور ومقاطع الفيديو مأخوذة من عدة مواقع في الإنترنت ولذلك يكون دوماً هناك رابط إلكتروني يشير إلى مصدر الصورة. في حال ضغط أحد المستخدمين على الصورة، يأخذه الرابط للموقع الذي أُخِذت منه الصورة. وإذا أُعجب مستخدم آخر بالصور أو الفيديوهات التي قمت بتعليقها بإمكانه تدبيس نفس الصورة أو الفيديو في لوحة الحائط الخاصة به وتسمى هذه العملية بإعادة التدبيس أو إعادة التعليق "Repin". وبإمكان أي شخص الاطلاع على هذا الموقع والبحث عن الصور فيه ولكن يشترط التسجيل فيه. إذا أراد المستخدم مشاركة الصور أو إبداء الإعجاب ببعضها أو التعليق عليها. تم تأسيس الموقع من قبل بن سيلبرمان، بول سيارا وإيفان شارب. وتتم إدارة الموقع من قبل مختبرات كولد برو (Cold Brew Labs) أمّا تمويله فهو من قِبَل مجموعة صغيرة من رجال الأعمال والمخترعين.

## تاريخ التطبيق
انبثق تطبيق بنترست من تطبيق سابق أنشأه كل من بن سيلبرمان وبول سيارا يُدعى توت والذي كان بمثابة بديل افتراضي للكتالوجات الورقية. عانى توت باعتباره عمل تجاري، ويُعزى ذلك إلى حد كبير إلى الصعوبات التي واجهت عمليات الدفع عبر الهاتف المحمول. في ذلك الوقت، لم تكن تكنولوجيا الدفع عبر الهاتف المحمول متطورة بما يكفي لتمكين المعاملات السهلة السريعة، ما منع المستخدمين من إجراء العديد من عمليات الشراء عبر التطبيق. مع ذلك، كان مستخدمو التطبيق يجمعون مختلف العناصر المفضلة لديهم ويشاركونها مع مستخدمين آخرين. أثار هذا السلوك إعجاب سيلبرمان، فوجه عمله نحو بناء تطبيق بنترست، الذي سمح للمستخدمين بإنشاء مجموعات من فئات متنوعة من العناصر ومشاركتها مع بعضهم البعض.
بدأ تطوير موقع بنترست في ديسمبر 2009، وأطلق الموقع الإصدارًا التجريبي المغلق للنموذج الأولي في مارس 2010. بعد تسعة أشهر من الإطلاق، بلغ عدد مستخدمي الموقع 10,000 مستخدم. قال سيلبرمان إنه راسل أول 5 آلاف مستخدم، عارضًا رقم هاتفه ومقابلته لبعضهم. أدى إطلاق تطبيق للآيفون في أوائل مارس 2011 إلى زيادة عدد التحميلات أكثر من المتوقع وتبع ذلك تطبيق للآي باد بالإضافة إلى بنترست موبايل، وهو نسخة من الموقع لمستخدمي الموقع لغير مستخدمي الآيفون.
نما موقع بنترست بسرعة خلال هذه الفترة. في 10 أغسطس 2011، أدرجت مجلة تايم موقع بنترست ضمن مقالها حول «أفضل 50 موقع إلكتروني لعام 2011». في ديسمبر 2011، أصبح بنترست أحد أكبر 10 مواقع تواصل اجتماعي وفقًا لبيانات هيتوايز، إذ بلغ إجمالي عدد الزيارات 11 مليون زيارة أسبوعيًا. فاز بنترست بجائزة أفضل شركة ناشئة جديدة لعام 2011 في حفل توزيع جوائز كرانشيز التابعة لمدونة تك كرانش. في يناير 2012، أفاد موقع كوم سكور أن بنترست استقبل 11.7 مليون زائر أمريكي، ما جعله أسرع موقع على الإطلاق يتخطى عتبة الـ10 ملايين زائر. في حفل توزيع جوائز ويببي لعام 2012، فاز موقع بنترست بجائزة أفضل تطبيق تواصل اجتماعي وجائزة خيار الشعب لأفضل تصميم مرئي فعال.

## الميزات والمحتوى
لخص منشئو بنترست الخدمة على أنها «كتالوج للأفكار» يلهم المستخدمين «بالنهوض وإنجاز الأمر اللازم»، رغم أنها ليست «شبكة اجتماعية» قائمة على الصور. بالإضافة إلى ذلك، يشمل الموقع ملفًا شخصيًا فائق التنوع في مجال الموضة. في السنوات اللاحقة، وُصف بنترست أيضًا بأنه «محرك بحث مرئي».
يتكون بنترست بشكل أساسي من «دبابيس التوصيل» و«الألواح»، ويُقصد بالدبوس صورة تم ربطها من موقع ويب أو تحميلها. يمكن حفظ الدبابيس المحفوظة من لوحة أحد المستخدمين إلى لوحة شخص آخر، وهي عملية تُعرف باسم «إعادة التدبيس». الألواح هي مجموعات من الدبابيس المخصصة لموضوع ما. قد تحتوي الألواح ذات الأفكار المتعددة على أقسام مختلفة تحتوي أيضًا على دبابيس توصيل متعددة. يمكن للمستخدمين متابعة وإلغاء متابعة المستخدمين الآخرين والألواح، تملأ «الصفحة الرئيسية».
يمكن أيضًا العثور على المحتوى خارج بنترست وتحميله بالمثل إلى لوحة عبر زر «حفظ»، والذي يمكن تنزيله إلى شريط العلامات المرجعية على متصفح الويب، أو يمكن تنفيذه من قبل مدير الموقع مباشرةً على الموقع الإلكتروني. كان يطلق عليه في الأصل زر «تدبيس»، ولكن، أعيدت تسميته في عام 2016 إلى «حفظ» في محاولة لجعل الموقع أكثر سهولة للمستخدمين الجدد.
في أغسطس 2016، أطلق بنترست مشغل فيديو يتيح للمستخدمين والعلامات التجارية تحميل وتخزين المقاطع مهما كان طولها مباشرةً على الموقع.

## إحصائيات الموقع
- متوسط الدخول اليومي: 1.30 مليون زائر
- 70% إناث، 30 % ذكور

-*16 دقيقة يتم قضائها أمام بينترست (فايسبوك 12 دقيقة )

## المصطلحات الشائعة
- Pin : إضافة منشور (صورة أو فيديو ).
- Board : مكان إضافة المنشور.
- Repin :المشاركة أو البارتاج كما هو معروف في تويتر والفايسبوك.

تعتمد المبيعات على الحركة المرورية في الموقع وهو راجع إلى نتيجة استخدام الـ pin وrepin وبالتالي تزيد في نتيجة المبيعات أو الزيارات للموقع.

## الشعار
يتكون شعار بنترست من حرف P باللغة الإنجليزية بخلفية حمراء. يمثل هذا حرف P مصطلح (Pin).

## وصلات خارجية
- الموقع الرسمي